# はやぶさ・こまち21号列車分離インシデント
はやぶさ・こまち21号列車分離インシデント（はやぶさ・こまち21ごうれっしゃぶんりインシデント）は、2025年（令和7年）3月6日に東北新幹線上野-大宮間（山手線・京浜東北線、西日暮里駅付近）で発生した重大インシデントである。東京発新青森・秋田行きの「はやぶさ・こまち21号」（新幹線H5系電車＋新幹線E6系電車）が上野駅を発車直後に連結器が外れ、緊急ブレーキが作動し停止した。「はやぶさ・こまち21号」には乗客642人が乗車していたが負傷者は出なかった。運輸安全委員会 (JTSB) は本事象を重大インシデントに認定し、調査を開始した。
東日本旅客鉄道（JR東日本）は本事象の発生を受けて、3月14日まで連結運転を全面的に取りやめた。その後、3月14日から連結器が外れないよう治具で固定したうえで連結運転を再開した。

## インシデントの経緯

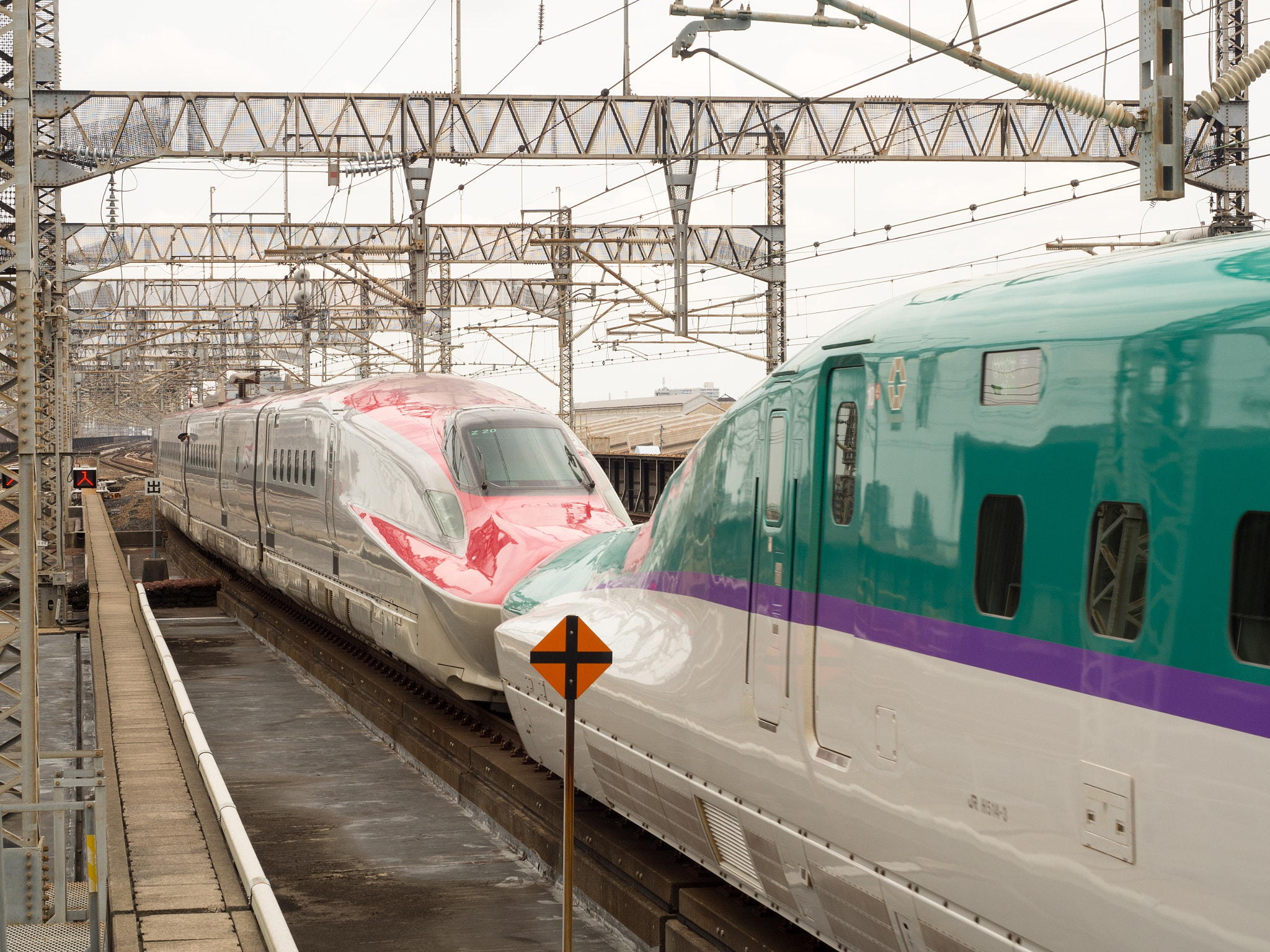
H5系とE6系で運行される「はやぶさ・こまち号」
手前は当該のH3編成

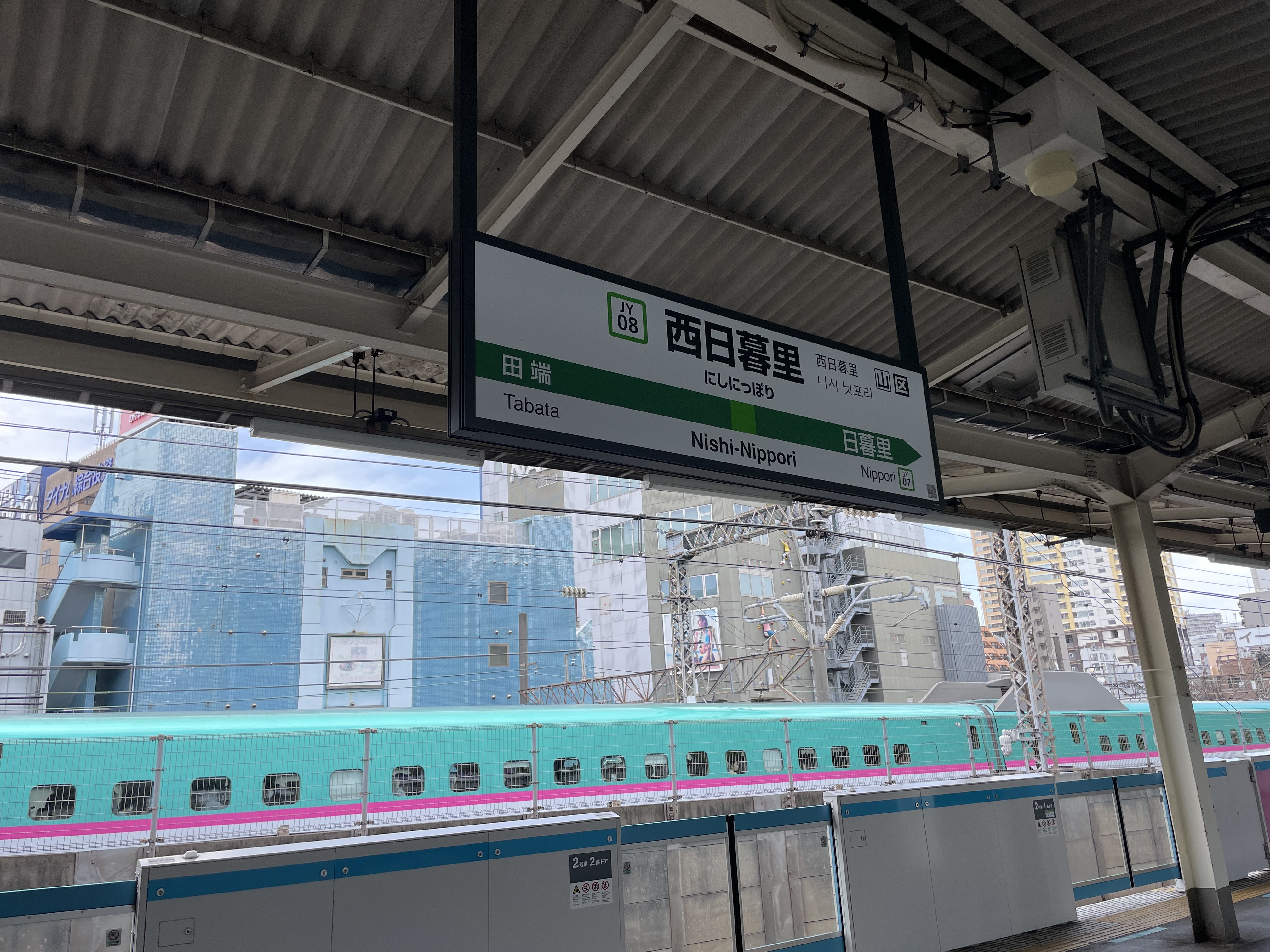
事故が発生した西日暮里駅
新幹線は京浜東北線南行（横浜・大船方面）の横を通過する
（事故以前に撮影）

「はやぶさ・こまち21号」は東京発新青森・秋田行きとして運行されており、「はやぶさ21号」が新幹線H5系電車10両、「こまち21号」が新幹線E6系電車7両の計17両で運転されていた。11時30分ごろ、上野駅を発車し時速60 km/hほどで走行中に緊急ブレーキが作動し、西日暮里駅付近で緊急停車した。乗務員が確認したところ連結器が外れ、8 mほど離れて両編成が停止している状態だった。その後、車両の点検を行ったうえでそれぞれ単独編成で大宮駅まで運転を行い、「はやぶさ・こまち21号」は運転を打ち切った。乗客は後続列車への乗り換えを強いられた。
本事象の発生によってJR東日本管内の東北新幹線東京-新青森間、上越新幹線東京-新潟間、北陸新幹線東京-長野間の全線で運転を一時見合わせた。約3時間後の14時30分ごろに運転を再開したが、合計111本の列車が運休し、15万人以上に影響した。

## 調査

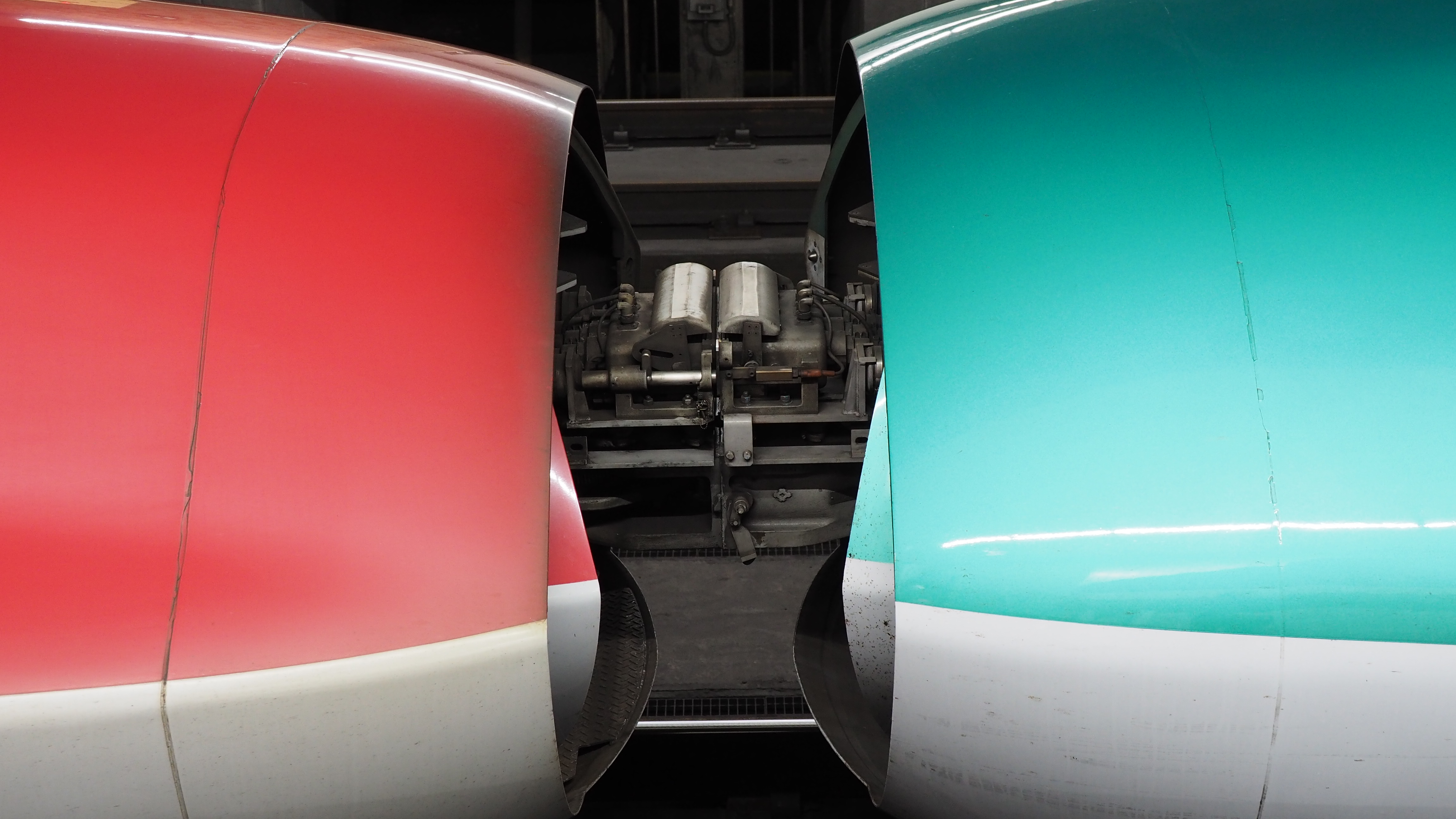
はやぶさ・こまち号の連結部分

本事象発生の半年前にあたる2024年9月19日にも「はやぶさ・こまち6号」が古川-仙台間を走行中に列車分離を起こしていた。そのため、国土交通省は重大インシデント認定の定義である「連結器等の故障により、同型の車両が二度以上、インシデント事象となる列車分離を発生した事態」に該当すると判断、本事象を「重大インシデント」に認定した。2024年の事象の詳細については後述する。
JTSBは翌7日に調査官3人を当該車両が収容された宮城県利府町の新幹線総合車両センターへ派遣し、調査を開始した。分離直後からE6系側で繰り返し切り離し動作が発生している状態であったことから、電気系統に故障が生じたものと推測されている。そのため、JTSBは当該のE6系（Z7編成）に対して保全命令を出していたが、4月23日にこれは解除され、JR東日本は電気系統の交換や治具の設置を行った上で運用への復帰を計画していると述べた。

## 余波

### 列車分離の再発
本事象の発生する半年前の2024年9月19日8時ごろ、東北新幹線古川-仙台間を走行していた盛岡・秋田発東京行きの「はやぶさ・こまち6号」（新幹線E5系電車10両＋新幹線E6系電車7両）が時速315 km/hで走行中に連結器が外れて緊急停止した。両編成には合わせて乗客320人が乗車していたがけが人は出なかった。点検を行った結果連結器が外れた状態となっており、「こまち6号」が「はやぶさ6号」の後方300 mに停止している状態だった。両編成に異常が無いことを確認したうえで仙台駅まで単独走行させ、運転を打ち切った。この影響で東北新幹線は東京-新青森間の全線で一時運転を見合わせ13時ごろに運転を再開、4万5千人ほどに影響が出た。走行中の新幹線車両で列車分離が発生するのはこれが初めてである。
国土交通省東北運輸局は原因の究明をJR東日本に求めた一方で、JTSBは分離後に自動的に緊急ブレーキが動作したため「連結器が外れ、自動ブレーキが作動しなかったケース」に該当しないと判断し、重大インシデントには認定していなかった。JR東日本は「こまち6号」側の車両に搭載されている強制分離を指示するスイッチの裏から金属片が発見されたと公表した。強制分離スイッチは連結失敗時などに使用するもので、通常は時速5 km/h以下でしか動作しない。金属片によって回路が短絡し、解放指令が制御部に送信された事で列車分離が生じたものと推定している。これを受けてJR東日本は連結運転を行うE2系、E3系2000番台、E5系、E6系、E8系全96編成の緊急点検を行った結果、E6系23編成のうち当該編成を含む11編成で車両新製時に生じたものとされる金属片が発見された。緊急対策として強制分離スイッチの無効化を行った。
インシデントを受け、中野洋昌国土交通相は、事故の翌日となる2025年3月7日に閣議後記者会見で「重く受け止めている」と述べ、JR東日本とJR北海道に対し、原因究明と再発防止を指示したと明らかにした。

### 連結運転の取りやめ
本事象の発生を受けてJR東日本は、3月13日まで連結運転を全面的に取りやめた。これによって秋田新幹線は全線で東京-盛岡間、山形新幹線は連結運転を行わない1往復を除く東京-福島間の全線で運転を取りやめ、17両編成で運行するやまびこ号やなすの号などについても10両に減車して運転を行った。混雑が予想される朝と夕方の時間帯には臨時列車の運転が行われた。山形新幹線では新幹線ホームと在来ホーム間での乗り換えが必要となった。これに伴って乗り換え時間が増え、JR東日本は案内員を配置するなどして円滑な乗り換えを行えるようにした。
JR東日本は緊急対策として解放指令が出たとしても連結器が外れないよう治具を設置したうえで運転再開を行う見通しとし、12日に走行試験を行った。3月14日から連結器が外れないよう治具で固定したうえで連結運転を再開した。14日はダイヤの変更などが依然発生したが、翌15日からは通常ダイヤでの運行となった。JR東日本は今後、走行中に解放指示が出ても分離が発生しないようなシステムの開発を行うと発表した。